# Héctor Cabrera
Héctor Cabrera (* 13. Februar 1932; † 7. Juni 2003 in Caracas, Venezuela) war ein venezolanischer Balladensänger und Schauspieler.
Cabrera begann seine musikalische Laufbahn 1951. Er machte die venezolanische Volksmusik international bekannt und nahm mehr als 1000 Songs auf, darunter populäre Titel wie Rosario und El Pajaro Chogui. Daneben trat er auch in mehreren Filmen wie Canta mi Corazon (1965) und Luna de miel en Puerto Rico (1969) auf.